# Margarete Elisabeth von Leiningen-Westerburg
Margarete Elisabeth von Leiningen-Westerburg (* 30. Juni 1604 in Schadeck; † 13. August 1667 in Wiesenburg) war eine geborene Gräfin von Leiningen-Westerburg und als Witwe und Vormundschaft führende Mutter Regentin der Landgrafschaft Hessen-Homburg.

## Herkunft
| Urgroßeltern                                 | Kuno II., Graf zu Leiningen-Westerburg (* 1487; † 1547) ⚭ Maria von Stolberg-Wernigerode (* 1507; † 1571)              | Reinhard, Graf von Isenburg-Büdingen (* 1518; † 1568) ⚭ Elisabeth von Waldeck-Wildungen (* 1525; † 1543)               | Johann Ungnad von Weissenwolff, Landeshauptmann der Steiermark (* 1493; † 1564) ⚭ Anna Thurn (* 1505; † 1552)                                           | Dietrich IV. von Plesse († 1552) ⚭ Katharina Reuss († 1552)                                                                                             |
| Großeltern                                   | Georg I., Graf zu Leiningen-Schaumburg (* 1533; † 1586) ⚭ Margareta, Gräfin zu Isenburg-Birstein (* 1542; † 1613)      | Georg I., Graf zu Leiningen-Schaumburg (* 1533; † 1586) ⚭ Margareta, Gräfin zu Isenburg-Birstein (* 1542; † 1613)      | Simon Ungnad von Weißenwolff, Freiherr von Sonnegg, auf Waldenstein (* 1545; † 1603), Himmelstein und Bernsdorf ⚭ Katharina, Gräfin von Plesse (* 1533) | Simon Ungnad von Weißenwolff, Freiherr von Sonnegg, auf Waldenstein (* 1545; † 1603), Himmelstein und Bernsdorf ⚭ Katharina, Gräfin von Plesse (* 1533) |
| Eltern                                       | Christoph, Graf von Leiningen-Westerburg (* 1575; † 1635) ⚭ Anna Maria Ungnad, Freiin von Weißenwolff (* 1573; † 1606) | Christoph, Graf von Leiningen-Westerburg (* 1575; † 1635) ⚭ Anna Maria Ungnad, Freiin von Weißenwolff (* 1573; † 1606) | Christoph, Graf von Leiningen-Westerburg (* 1575; † 1635) ⚭ Anna Maria Ungnad, Freiin von Weißenwolff (* 1573; † 1606)                                  | Christoph, Graf von Leiningen-Westerburg (* 1575; † 1635) ⚭ Anna Maria Ungnad, Freiin von Weißenwolff (* 1573; † 1606)                                  |
| Margarete Elisabeth von Leiningen-Westerburg | | | | |

## Leben
Margarete Elisabeth war das einzige Kind aus der ersten Ehe des Grafen Christoph von Leiningen-Westerburg zu Schadeck (1575–1635) mit Anna Maria Ungnad von Weißenwolff, Freiin von Sonnegg (1573–1606), Erbin der Herrschaft Münchenbernsdorf in Thüringen, Tochter des Simon Ungnad von Weißenwolf, Freiherr von Sonnegg, auf Waldenstein, Himmelstein und Bernsdorf, und der Katharina, Gräfin von Plesse.
Margarethe Elisabeth heiratete am 10. August 1622 in Butzbach den Landgrafen Friedrich I. von Hessen-Homburg. Nachdem Margarete Elisabeth ihren zweiten Sohn geboren hatte, wurde im Land die Primogeniturordnung eingeführt.
Nach dem Tod ihres Ehemanns am 9. Mai 1638 führte sie mitten im Dreißigjährigen Krieg die Regentschaft für ihre noch unmündigen Kinder. Das Recht auf die Regentschaft ergab sich aus dem 1622 abgeschlossenen Ehevertrag. Sie bat bezüglich dieser Aufgabe ihren Schwager Philipp III. von Hessen-Butzbach um Unterstützung. Nach einigem Zögern erklärte dieser sich bereit, als „Contutor undt mit Vormunder“ die Kinder mit zu unterstützen, ohne jedoch formelle oder gar finanzielle Zusagen zu machen. Da auch Georg II. von Hessen-Darmstadt diese Vormundschaft unterstützte, erteilte Kaiser Ferdinand III. am 14. Januar 1639 das „tutorium2“ also die förmliche Zustimmung. Daraufhin ließ Margarete Elisabeth am 9. Juni 1639 sich und die Kinder von den Homburger Untertanen huldigen und führte danach in amtlichen Urkunden den Titel „Wittib und Vormünderin“. In dieser Funktion regierte sie Hessen-Homburg und schloss auch Rezesse ab. Der wichtigste war der Rezess mit Georg II. von Hessen-Darmstadt vom 18. Mai 1648 in dem dieser Wilhelm Christoph Amt und Schloss Bingenheim übertrug.
Ihr jüngster Sohn war Friedrich II. von Hessen-Homburg, der berühmte Prinz von Homburg.

## Nachkommen
Margarete Elisabeth hatte folgende Kinder:
- Ludwig Philipp (1623–1643)
- Georg (*/† 1624)
- Wilhelm Christoph (1625–1681), Landgraf von Hessen-Homburg

⚭ 1. 1650 Prinzessin Sophie Eleonore von Hessen-Darmstadt (1634–1663)
⚭ 2. 1665 Prinzessin Anna Elisabeth von Sachsen-Lauenburg (1624–1688)
- Georg Christian (1626–1677), Landgraf von Hessen-Homburg

⚭ 1666 Anna Katharina von Pogwisch, verwitwete von Ahlefeldt (1633–1694)
- Anna Margarete (1629–1686)

⚭ 1650 Herzog Philipp Ludwig von Schleswig-Holstein-Sonderburg-Wiesenburg (1620–1689)
- Friedrich II. (1633–1708), Landgraf von Hessen-Homburg

⚭ 1. 1661 Gräfin Margarete Brahe, verw. Oxenstierna (1603–1669)
⚭ 2. 1670 Prinzessin Luise Elisabeth von Kurland (1646–1690)
⚭ 3. 1691 Gräfin Sophia Sibylle von Leiningen-Westerburg, verw. Gräfin von Leiningen-Dagsburg (1656–1724)